# Argiope boesenbergi
Argiope boesenbergi — вид павуків-колопрядів з всесвітньо поширеного роду Argiope. Великі, яскраво забарвлені самиці більші в декілька разів за дрібних самців. Передня частина верхньої поверхні черевця світла, на задній чорній частині - біла поперечна смуга. Живиться великими комахами. Отрута слабка, для людини безпечні. Поширені у Східній Азії — в Китаї, Японії, Кореї].
Вид Argiope boesenbergi у роді Argiope належить до умовної групи видів, близьких до A. amoena.

## Опис
Довжина тіла самиці складає 1,5-1,8 см, тіла самця - 0,5-0,6 см.
Верх головогрудей самиці жовтувато-бурий, пласкуватий, з плямами в формі метеликів. Нижня поверхня головогрудей чорна з широкою жовтувато-білою смугою посередині поздовжньо. Ноги темно-брунатні з жовтими кільцями. Черевце п'ятикутної форми, згори жовте з чорними поперечними смугами. Знизу черевце має широку чорну серединну пляму, облямовану жовтим малюнком.
Самці дрібні, головогруди голі, гладенькі. Малюнок на нижній поверхні тіла неясний.

## Спосіб життя і поведінка
Самець часто залишає членик педипальпи (емболіум) у статевому отворі самиці після запліднення.

## Розповсюдження
Поширені в Японії, Кореї, в східній частині Китаю.